# Фріці Ріджвей
Фредеріка Берніс Гоукс, відома як Фрі́ці Рі́джвей (англ. Fritzi Ridgeway; 1898, Б'ют (Міссула?), Монтана, США — 1961, Ланкастер, Лос-Анджелес, Каліфорнія, США) — американська джигітка, потім — акторка кіно і водевілів, пізніше — управителька готелю.

## Життєпис
Фредеріка Берніс Гоукс народилася 8 квітня 1898 року в місті Б'ют (Монтана) (деякі джерела стверджують, що в місті Міссула (Монтана). Початкову школу закінчила у Б'юті. Батько — Чарльз Фредерік Гоукс (1844—1937), мати — Люсі Джулія Гоукс (до шлюбу — Гаммерс; 1859—1938). Ще в дитинстві була досить відомою джигіткою, в юності почала з'являтися у водевілях, від 1916 — зніматися в кіно. Закінчила Голлівудську старшу школу в Лос-Анджелесі.
23 грудня 1925 Ріджвей одружилася з російським композитором Костянтином Бакалейниковим, який емігрував до США з Росії через Жовтневий переворот. З ним акторка прожила до самої смерті 1961 року. Інші джерела стверджують, що Фріці і Костянтин пізніше розлучилися, і другим чоловіком акторки став Волтер Ділл Сімм (1902—1981).
1928 року побудувала і стала господаркою готелю на 100 номерів Hotel del Tahquitz у місті Палм-Спрінгз (Каліфорнія). Закінчивши кар'єру кіноакторки 1934 року, повністю присвятила себе готельній справі. Її готель знесено 1960 року.
Фріці Ріджвей померла 29 березня 1961 від інфаркту міокарда в місті Ланкастер (Каліфорнія). Похована на цвинтарі Форест-Лон.

## Вибрана фільмографія
За 18 років кінокар'єри (1916—1934) Фріці Ріджвей знялася в 57 фільмах, причому 13 з них були короткометражними, а в трьох її не вказано в титрах.
| Рік  |   | Українська назва             | Оригінальна назва        | Роль                                   |
| ---- | - | ---------------------------- | ------------------------ | -------------------------------------- |
| 1917 | ф | Душа Гердера                 | The Soul Herder          | Джейн Браун                            |
| 1919 | ф | Коли лікарі не згідні        | When Doctors Disagree    | Віолет Хенні                           |
| 1919 | ф | Ненафарбована жінка          | The Unpainted Woman      | Една                                   |
| 1919 | ф | Пелюстка на течії            | The Petal on the Current | Кора Кінілі                            |
| 1920 | ф | Джуді з Розбійницької гавані | Judy of Rogue's Harbor   | Олівія Кетчел                          |
| 1922 | ф | Стара садиба                 | The Old Homestead        | Енн                                    |
| 1927 | ф | Ворог                        | The Enemy                | Міці Вінкельманн                       |
| 1929 | ф | Герої пекла                  | Hell's Heroes            | мати                                   |
| 1931 | ф | Дами Великого дому           | Ladies of the Big House  | Ріно Меггі                             |
| 1932 | ф | Фриско Дженні                | Frisco Jenny             | міс Джессі (у титрах не вказано)       |
| 1934 | ф | Чоловіче, що тепер?          | Little Man, What Now?    | гостя на вечірці (у титрах не вказано) |
| 1934 | ф | Ми знову живі                | We Live Again            | Рудоволоса (у титрах не вказано)       |

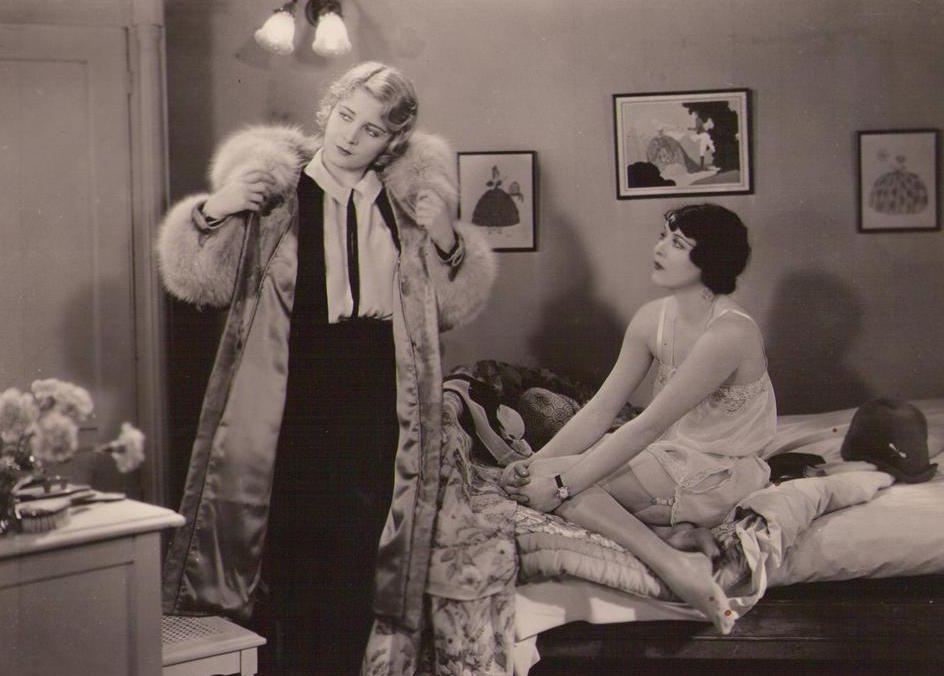
З акторкою Вільмою Банкі (ліворуч) у фільмі «Це небо» (1919)
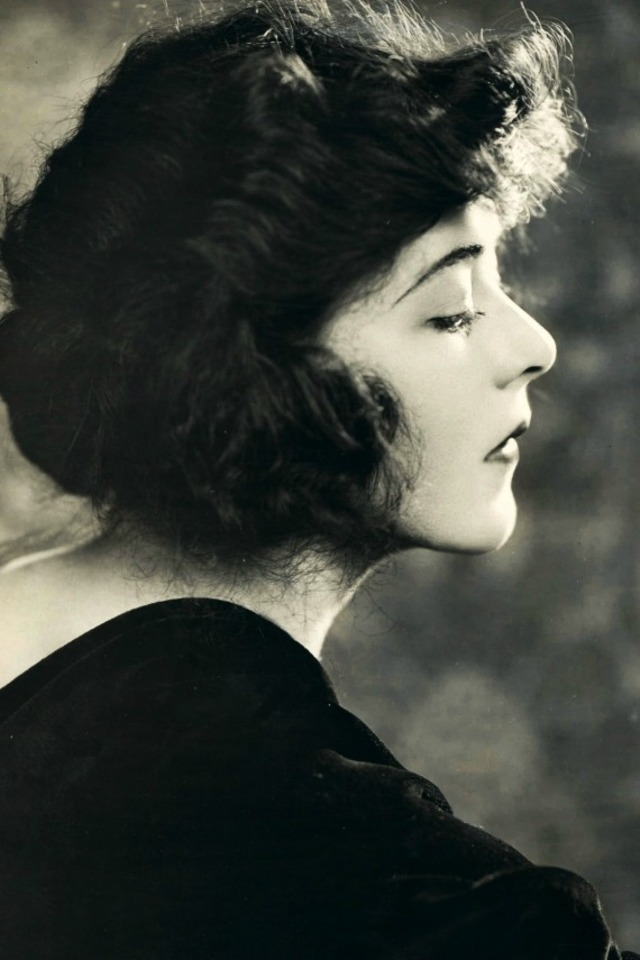
Фото бл. 1920 року
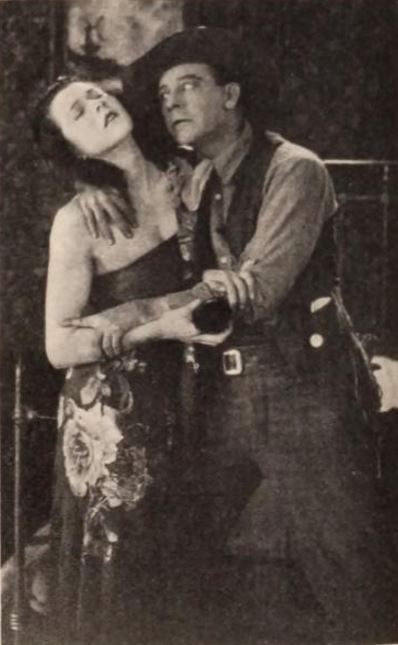
У фільмі «Помста зрадника» (1920 або 1921)
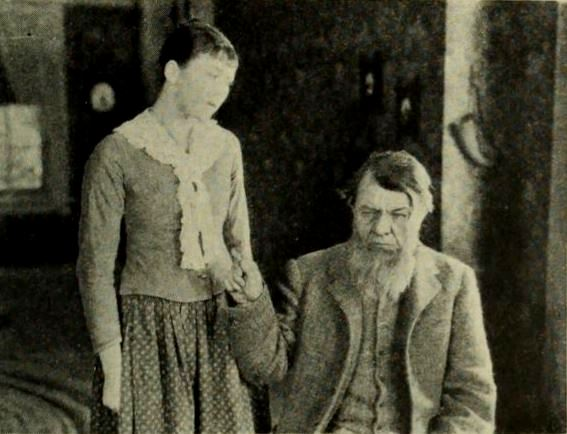
У фільмі «Стара садиба»[en]  (1922)
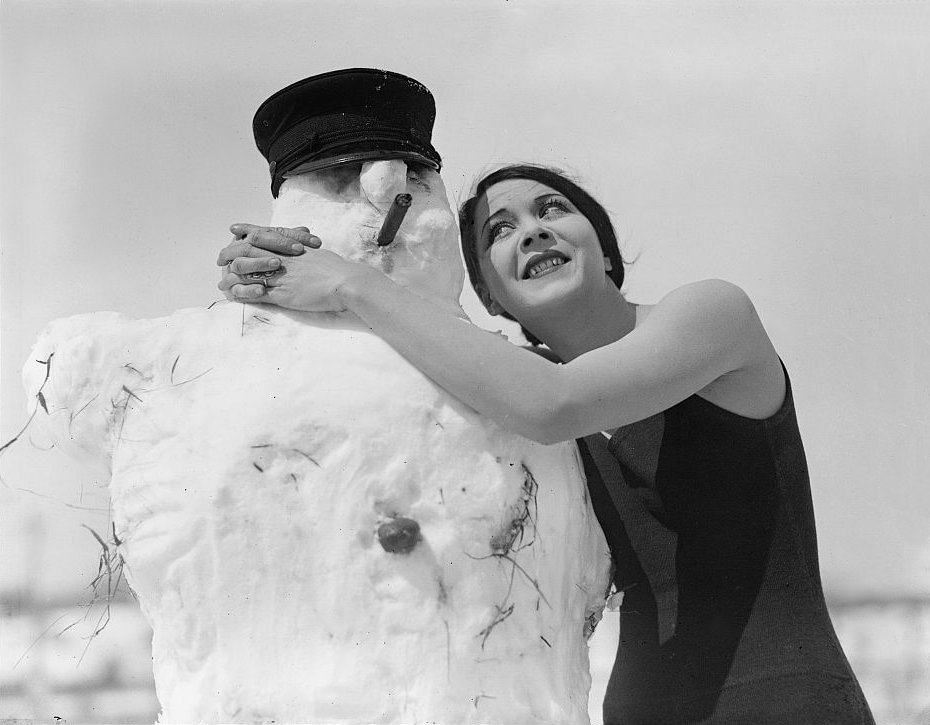
Фото 1924 року